# 黃胸鰭刺尻魚
黃胸鰭刺尻魚為輻鰭魚綱鱸形目鱸亞目蓋刺魚科的其中一個種。

## 分布
本魚分布於西印度洋區，包括馬爾地夫、斯里蘭卡、印尼等海域。

## 深度
水深3至20公尺。

## 特徵
本魚體側扁，呈橢圓形，體色深褐色，帶有藍色的小斑點及數條不易看見的黑色垂直條紋，最明顯的特徵是胸鰭呈金黃色。其餘各鰭微深褐色並帶有藍色邊緣，體長可達10公分。

## 生態
本魚棲息在碎石區底部長有珊瑚的水域，成小群活動。

## 經濟利用
可做為觀賞魚。